# فيشر بلاك
فيشر بلاك (بالإنجليزية: Fischer Black) هو اقتصادي ورياضياتي أمريكي، ولد في 11 يناير 1938 في واشنطن العاصمة في الولايات المتحدة، وتوفي في 30 أغسطس 1995 في نيويورك في الولايات المتحدة بسبب سرطان المريء.